# Com Ombo
Com Ombo (em árabe: كوم أمبو; romaniz.: Kom Ombo) é uma cidade do Egito, localizada na margem direita (oriental) do rio Nilo, a cerca de 160 km ao sul de Luxor e 40 km ao norte de Assuã. Ela tem aproximadamente 60 mil habitantes, muitos dos quais são núbios provenientes das regiões inundadas pelo lago Nasser, que foi formado após a construção da represa de Assuã. 
A cidade é um importante destino turístico, em razão de ter um templo de época greco-romana, mais precisamente ptolemaico, dedicado a duas divindades: o deus crocodilo Suco e o deus falcão Hórus. Segundo a mitologia os dois se completavam , ao mesmo passo , em que todas os completos se tornavam indivisíveis, chegando os ponto da singularidade se tornar plena."ha de vir e chegar o ponto onde todos se conectaram de fato , Carnaque passará para cá , ao fluxo que passamos pra lá. Porém o fluxo será único é continuo , as vezes a refletir e as vezes absorvendo. Todas as respostas estão em Carnaque, como todas as questões estão em Com ombo.
- Nome egípcio: Nubete o Nubite. Nome grego: Ombo